# Сдобникова, Ольга Всеволодовна
Ольга Всеволодовна Сдобникова (род. 9 декабря 1926) — советский и российский учёный почвовед-аргохимик, специалист по исследованию фосфора в земледелии, кандидат биологических наук (1955), доктор сельскохозяйственных наук (1973), профессор (1977). Главный научный сотрудник ВНИИ удобрений и агропочвоведения имени Д. Н. Прянишникова и ВНИПТИХИМ. 

## Биография
Родилась 9 декабря 1926 года в селе Калчугино Ивановской области.
В 1945 по 1950 год обучалась на факультете почвоведения и агрохимии Московской сельскохозяйственной академии имени К. А. Тимирязева, ещё обучаясь в академии с 1947 года занималась исследованиями, начатыми ещё академиком Д. Н. Прянишниковым. 
С 1950 года на исследовательской работе в качестве агронома ВДНХ СССР. С 1950 по 1955 год обучалась в аспирантуре Всесоюзного института удобрений и агропочвоведения в лаборатории биохимии под руководством профессора В. В. Ковальского. С 1955 по 1957 год на научно-исследовательской работе в Казахском НИИ земледелия и растениеводства в качестве старшего научного сотрудника и заведующей кафедрой почвоведения. С 1957 по 1966 год на научно-исследовательской работе в Всесоюзного НИИ зернового хозяйства в качестве заведующей отделом агрохимии.
С 1966 по 1971 год на научно-исследовательской работе в Сибирском НИИ сельского хозяйства в качестве заведующего отделом агрохимии и почвоведения. С 1971 по 1998 год на научно-исследовательской работе в ВНИИ удобрений и агропочвоведения имени Д. Н. Прянишникова в качестве старшего научного сотрудника, с 1972 по 1984 год — руководитель лаборатории проблем фосфора в земледелии. С 1984 по 1993 год — заместитель директора этого НИИ по науке. С 1995 по 1998 год — главный научный сотрудник этого НИИ. Одновременно с 1995 по 1998 год являлась заведующей отделом ВНИИ информатизации агрономии и экологии. 
С 1998 года — главный научный сотрудник ВНИПТИХИМ. Одновременно с научной занималась и педагогической деятельностью на Факультете почвоведения МГУ, где вела курсы лекций по вопросам агрохимии и почвоведения.

### Научно-педагогическая деятельность и вклад в науку
Основная научно-педагогическая деятельность О. В. Сдобниковой была связана с вопросами в области  почвоведения и агрохимии. О. В. Сдобникова занималась исследованиями в области методов агрохимических исследований и фосфатного режима, в области проблем фосфора в земледелии и фосфорных удобрений и урожая, занималась использованием радиоактивных изотопов. О. В. Сдобникова являлась членом Международного коллектива по проблеме фосфора стран Совета экономической взаимопомощи. 
В 1955 году защитила диссертацию на соискание учёной степени кандидат биологических наук: «Перспективы применения удобрений в Целинном крае», в 1973 году — доктор сельскохозяйственных наук: «Условия почвенного питания и применения удобрений в Северном Казахстане и Западной Сибирии». В 1977 году ей присвоено учёное звание профессор. О. В. Сдобниковой было написано более ста восьмидесяти научных трудов, в том числе двух монографий. Под её руководством было подготовлено три доктора и тридцать шесть кандидатов наук.

## Основные труды
- Хроматографическое определение аминокислот в кормах и продуктах животноводства. - Москва, 1954. — 150 с.
- Применение удобрений в Казахстане / К. И. Имангазиев, д-р с.-х. наук, О. В. Сдобникова, канд. биол. наук. - Алма-Ата : Кайнар, 1966. — 272 с.
- Условия почвенного питания и применение удобрений в Северном Казахстане и Западной Сибири. - Омск, 1970. — 379 с.
- Условия эффективного использования фосфорных удобрений. - Москва : ВНИИТЭИСХ, 1979. — 80 с[4]